# Jean Coussirou
Jean Coussirou (1930-2006) est un haut fonctionnaire français né le 22 janvier 1930 à Larche, en Corrèze, et mort le 6 mai 2006 à Paris.

## Biographie
Licencié en droit, puis diplômé de l’Ecole des langues orientales et de l'École nationale de la France d'outre-mer, il fut administrateur de la France d'outre-mer au Niger (1953-1957), sous-préfet, secrétaire général, préfet chargé de l'administration de Mayotte (1976-1978), du Gers (1978-1980), de l'Allier (1980-1982), de Meurthe-et-Moselle (1982-1984), directeur de cabinet du ministre de l'intérieur Pierre Joxe (1984-1985), commissaire de la République de la région Languedoc-Roussillon et de l’Hérault (1985-1986), de la région Poitou-Charentes et de la Vienne (1986- 1989), et préfet de la région Midi-Pyrénées et de la Haute-Garonne (1989-1992). Jean Coussirou fit donc partie des administrateurs coloniaux qui choisirent la carrière préfectorale au moment de la décolonisation.
Il fut également directeur de l'ENA de janvier 1992 à janvier 1995,, où il succéda à René Lenoir, qui avait démissionné pour protester contre le transfert du siège de l'ENA de Paris à Strasbourg, transfert décidé par Édith Cresson qui s'inscrivait dans le cadre du programme de décentralisation mené par le pouvoir socialiste. Jean Coussirou exprima d'ailleurs plus tard son désaccord contre cette réforme. En 1995, atteint par la limite d'âge, il cède la place à Raymond-François Le Bris.

## Décorations
- Commandeur de la légion d'honneur en 1993 (Officier du 7 septembre 1987)[12],[13], chevalier en 1977[14]

## Livres
- "Préface" in Jean-Louis Deligny, Le fonctionnaire du futur : méthodes et mobilisation, Paris: Eyrolles, 1990, 333p.
- "La coopération transfrontalière franco-espagnole" in Ministère de l'Intérieur, Les nouvelles relations État-collectivités locales, Actes du colloque de Rennes, Paris, La Documentation française, 1990, p.312 et s.
- Faut-il supprimer l'ENA ? Pour une école au service de l'État et des citoyens, Paris: Editions d'Organisation, 1996, 280p.